# Jacques-Augustin Robert de Lézardière
Pour les autres membres de la famille, voir Famille Robert de Lézardière.
Le bienheureux Jacques-Augustin Robert de Lézardière est un religieux et martyr français, né le 27 novembre 1768 au château de la Vérie, à Challans, et mort massacré le 2 septembre 1792 à la prison des Carmes à Paris.

## Biographie
Jacques-Augustin Robert de Lézardière est le fils de Louis-Jacques-Gilbert Robert de Lézardière, baron du Poiroux, seigneur de La Salle, de La Proustière et de la Vérie, capitaine au régiment du Dauphin cavalerie et syndic de la noblesse du Poitou, qui héberge l'abbé Edgeworth durant la Révolution, et de Charlotte Babaud de la Chaussade. par sa mère, il est le petit-fils de Jean Babaud, le petit-neveu de Pierre Babaud de la Chaussade et de Paul Boësnier de l'Orme, le neveu de la marquise de Cassini. Il est le frère du marquis Jacques Paul Toussaint Robert de Lézardière, de Charles de Lézardière, de Joseph-Alexis Robert de Lézardière et de Pauline de Lézardière.
Il grandit au château de la Proustière à Poiroux, où il reçoit son éducation de M. Arraudet, futur curé de Poiroux.
Il entre au séminaire Saint-Sulpice à Paris en 1787 et est ordonné diacre en 1791.
Arrêté comme « suspect d'attroupement séditieux et de complicité avec les ennemis du bien public », il est envoyé devant le tribunal du district des Sables-d'Olonne le 9 juillet 1791.
Le 15 août 1792, il se trouve à la maison de campagne du séminaire, à Issy-les-Moulineaux, où il est arrêté. Il est conduit à Paris à la prison des Carmes où il est massacré le 2 septembre avec les autres prisonniers.

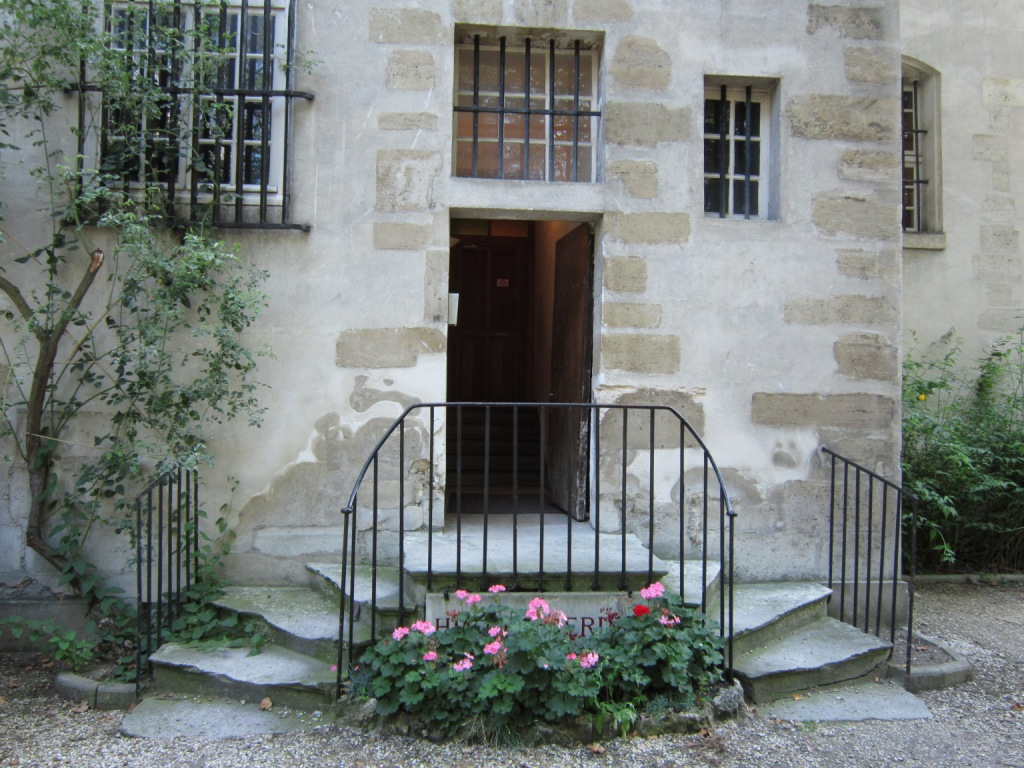
Escalier des martyrs.

### Béatification
Béatifié en 1926 par le pape Pie XI, il est fêté le  2 septembre.